# 646
Cette page concerne l'année 646  du calendrier julien. Pour l'année 646 av. J.-C., voir 646 av. J.-C.
L'année 646 est une année commune qui commence un dimanche.

## Événements
- Fin du printemps, Égypte : seconde bataille de Nikiou[1].
- Été : les Arabes reprennent Alexandrie aux Byzantins[1]. Les murs de la ville sont complètement détruits.
- 18 octobre : ouverture du VIIe concile de Tolède[2]. D'aspect politique, il sévit contre les conspirateurs de la couronne wisigothique.

- Au Japon, l'empereur Kōtoku Tennō réforme le pouvoir central (réforme de Taika) en abolissant le régime des clans[3]. Les terres sont redistribuées (système ritsuryō). Un édit sur les sépultures met fin à la construction des kofun[4].

- L'exarque de Carthage, Grégoire, soutenu par l'Église d'Afrique du Nord, se révolte contre l'empereur Constant II[5].

## Décès en 646
- 16 octobre : Gall d'Hibernie, fondateur de l'abbaye de Saint-Gall.